# Паскаль Обіспо
Паска́ль Обіспо́ — французький співак, композитор та автор пісень. Співпрацював з такими відомими виконавцями як Флоран Паньї, Лайонел Річі, Гару, Патрісія Каас, Джонні Голідей, Наташа Сан-П'єр, Ізабель Аджані та багатьма іншими

## Раннє життя
Паскаль Обіспо, син Макса Обіспо (колишнього футболіста «Бордо Жирондін» баскського походження) та Ніколь Герен (родом з Анже), народився 8 січня 1965 року в Бержераці. Після розлучення батьків у 1978 році його виховувала мати, яка вирішила оселитися в Ренні. Його батько Макс здобув певну популярність, опублікувавши дві книги, одну про футбол, і «Соболь д'Арарат» у 2010 році, роман, який народився після зустрічі з міністром культури Вірменії Асміком Богосяном, коли він виявив схожість між вірменською та баскською мовами. 

## Альбоми
- Le long du fleuve (1990)
- Plus que tout au monde (1992)
- Un jour comme aujourd'hui (1994)
- Superflu (1996)
- Live 98 (1998)
- Soledad (1999)
- Millésime Live 00/01 (2001)
- Studio Fan - Live Fan (2004)
- Les Fleurs du bien (15 травня 2006)
- Les fleurs de forest
- Welcome to the Magic World of Captain Samouraï Flower